# Super Martina
Super Martina è un singolo del cantante italiano Lorenzo Fragola, pubblicato l'8 giugno 2018 come terzo estratto dal terzo album in studio Bengala.
Il brano è stato scritto da Lorenzo Fragola e Gazzelle, in collaborazione con quest'ultimo.

## Video musicale
Il videoclip, diretto dagli YouNuts!, è stato pubblicato il 29 giugno 2018 attraverso il canale YouTube di Fragola.